# Matilda Mother
Matilda Mother – utwór brytyjskiego zespołu Pink Floyd z debiutanckiego albumu The Piper at the Gates of Dawn wydanego w 1967 roku. Napisany przez Syda Barretta i śpiewany przez niego oraz Richarda Wrighta.

## Kompozycja
Utwór rozpoczyna interludium basu i organów. Gitara rzadko gra akordy.
Tekst piosenki przedstawiony jest jako baśń odczytywana przez matkę dziecku. Jego wymowa ma charakter tęsknoty za dzieciństwem. Podmiot zauważa, że po latach inaczej rozumie opowiadania: the words had different meaning – (pol. słowa mają inne znaczenia) sugerując, że dziecko może inaczej interpretować baśń.
Barrett początkowo napisał tę piosenkę na podstawie opowiadania Cautionary Tales Hilaire Belloc, w którym nieposłuszne dzieci w tym tytułowa Matilda, zostają ukarane w często makabryczny sposób. Tekst jednak nie pozostał w takiej formie, gdyż nie pozwoliły na to prawa autorskie.

## Skład
- Syd Barrett – gitara, wokal
- Richard Wright – klawisze, wokal
- Roger Waters – bas
- Nick Mason – perkusja